# Teodor Lippmaa

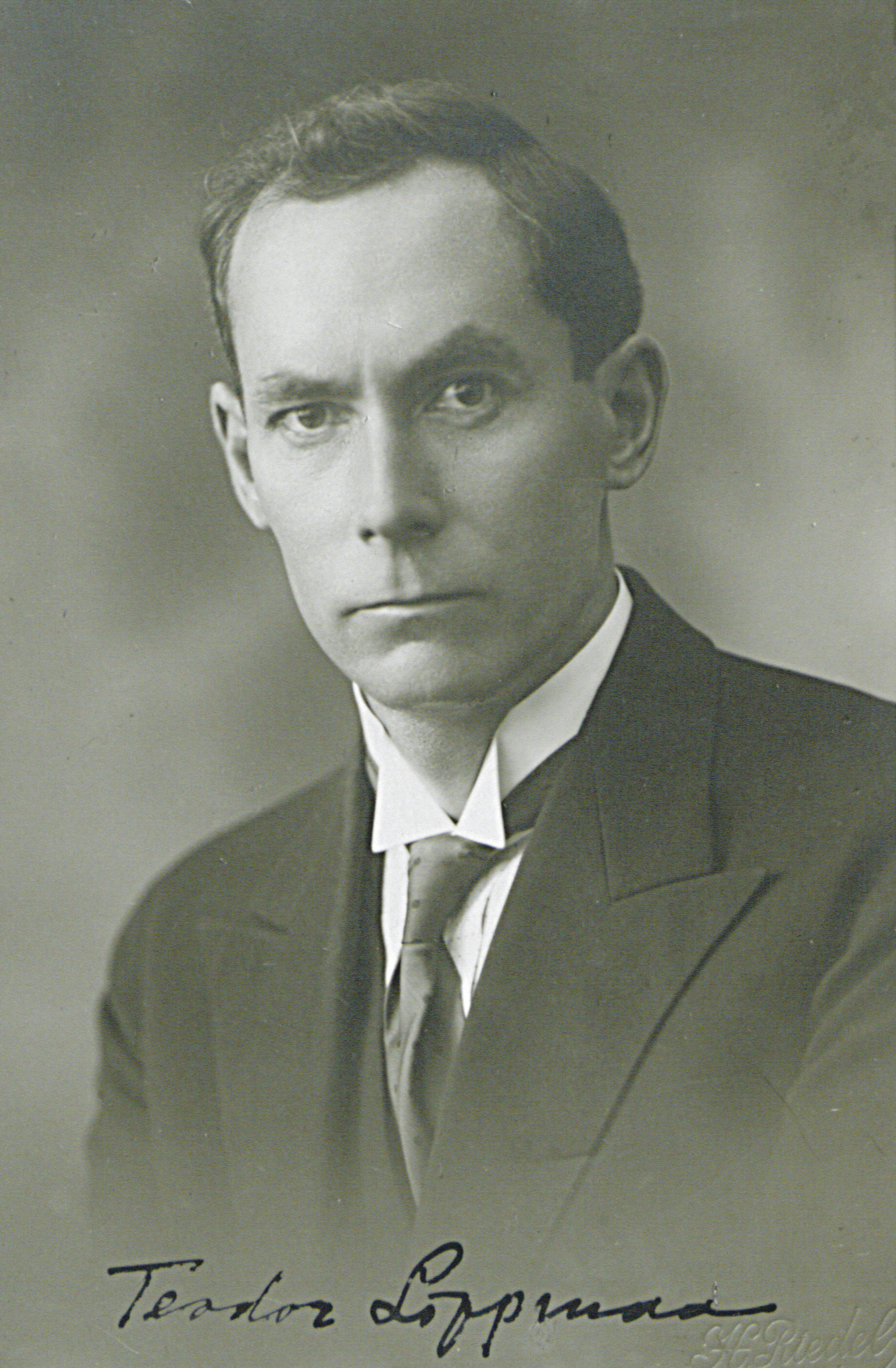
Teodor Lippmaa

Teodor Lippmaa (ur. 17 listopada 1892 w Rydze, zm. 27 stycznia 1943 w Tartu) – estoński botanik, jeden z pionierów chromatografii. Członek Estońskiej Akademii Nauk (1939).

## Życiorys
Studiował na wydziale przyrodniczym Uniwersytetu w Tartu, studia ukończył w 1924. W 1926 otrzymał tytuł doktora. W 1927 habilitował się, w 1930 otrzymał katedrę botaniki na Uniwersytecie w Tartu. 27 stycznia 1943 zginął razem z żoną i córką w wybuchu bomby, zrzuconej przez radziecki samolot na zabudowania Ogrodu Botanicznego w Tartu.
Pochowany jest na cmentarzu Rahumäe w Tallinnie. Jego synem był estoński naukowiec i polityk Endel Lippmaa.
W 1982 roku wzniesiono w Tartu pomnik upamiętniający Lippmee.

## Dorobek naukowy
Lippmaa był jednym z pierwszych naukowców wykorzystujących metodę chromatografii cieczowej opracowaną przez Cwieta. Uważał, że barwniki obecne w różnych roślinach nie są identyczne, i wykorzystał metodę Cwieta by tego dowieść. Rozdzielił frakcje ksantofilu i rodoksantanu z liści rezedy wonnej i wysunął hipotezę, że związki te nie są izomerami, jak wówczas uważano, ale że rodoksantyna jest karotenoidem o wyższym stopniu utlenienia niż ksantofil.

## Wybrane prace
- Ueber den Paratlelismus im Auftreten der Karotine und Anthocyane in vegetativen Pflanzenorganen. Sitzungsberichte der Naturforscher Gesellschaft der Universitar Dorpat 30 (3/4), s. 58 (1924)
- Das Rhodoxanthin, seine Eigenschaften, Bildungsbedingungen und seine Funktion in der Pflanze. Schriften herausgegeben vonder Naturforscher Gesellschaft bei der Universitaet Tartu (Dorpat), 24 (1925)
- Sur les Proprietes Physiques et Chimiques de la Rhodoxanthine. Comptes Rendus Hebdomadaires des Seances de l'Academie des Sciences 182, ss. 867-868 (1926)
- Sur la Formation des Chromoplastes chez les Phanerogames. Comptes Rendus Hebdomadaires des Seances de l'Academie des Sciences 182, ss. 1040-1042 (1926)
- Sur les Hematocarotinoides et les Xanthocarotinoides. Comptes Rendus Hebdomadaires des Seances de l'Academie des Sciences 182, ss. 1350-1352 (1926)
- Uber den vermuteten Rhodoxanthingehalt der Chloroplasten. Berichte der deutschen botanischen Gesellschaft 44, 643-648 (1926)